# Beneath the Remains
Albums de Sepultura
Schizophrenia
(1987) Arise
(1991)
Beneath the Remains est le troisième album studio du groupe de thrash metal brésilien Sepultura, sorti le 07 avril 1989 sous le label Roadracer Records (futur Roadrunner Records).

## Historique
Après avoir présenté les nouvelles démos du groupe à Monte Conner, directeur artistique du label américain Roadrunner Records, Max Cavalera obtint un tout petit budget pour enregistrer le nouvel album de Sepultura ce qui amena le groupe dans un tout petit studio de Rio de Janeiro, le Nas Nuvens studio. En revanche Scott Burns jeune ingénieur du son et producteur des nouveaux groupes de death metal américains fut intrigué par le groupe brésilien, et accepta d'enregistrer et de produire l'album.
Après seulement une dizaine de jours de studios, l'album est dans la boite. Il sera mixé en janvier 1989 aux studios Morrisound Recording à Tampa (Floride) où Scott Burns a ses habitudes. Celui-ci réunira quelques chanteurs death metalleux du coin pour donner un coup de main pour les "chœurs" du titre "Stronger than Hate" dont le chanteur d'Atheist, Kelly Shaefer, écrivit les paroles.
Avec cet album le groupe abandonne définitivement le style death metal pour s'affirmer comme un ténor du thrash metal. Le titre "Inner Self" fera l'objet du premier clip vidéo du groupe.
La pochette est une œuvre du peintre américain Michael Whelan intitulé "Nightmare in Red".
Le titre "Mass Hypnosis" a été repris par Children of Bodom et figure sur leur album Something Wild sorti en 1997.

## Liste des titres
- Tous les titres sont signés Sepultura pour la musique et Max Cavalera / Andreas Kisser pour les paroles sauf indications.

1. Beneath The Remains - 5:11
2. Inner Self - 5:07
3. Stronger Than Hate (Sepultura / Kelly Shaefer) - 5:50
4. Mass Hypnosis - 4:22
5. Sarcastic Existence - 4:43
6. Slaves Of Pain - 4:00
7. Lobotomy - 4:55
8. Hungry - 4:28
9. Primitive Future - 3:08

Bonus tracks (Réédition 2007)
1. A Hora E A Vez Do Cabelo Nascer (Liminha/ Mutantes) - 2:21 (reprise des Mutantes)
2. Inner Self (drum track) 5:10
3. Mass Hypnosis (drum track) - 4:22

## Musiciens du groupe
- Max Cavalera (chant, guitare rythmique)
- Andreas Kisser (guitare solo)
- Paulo Jr. (basse)
- Igor Cavalera (batterie)

Avec
- Kelly Shaefer (Atheist), John Tardy (Obituary), Scott Latour & Francis Howard (Incubus) : chœurs sur Stronger Than Hate.